# 探す
探す（さがす、英語: Find My）とは、Appleが開発し、主に自社が販売しているiOSデバイス、iPadOSデバイス、Macなどの位置情報を探したり共有したりするためのアプリケーションである。

## 概要
2019年6月3日（現地時間）のWWDC2019で発表された新しいアプリケーションで、これにより従来の「iPhoneを探す」と「友達を探す」が統合された。
従来と異なる点としては、デバイスがオフラインでも位置情報を送信できる機能が追加されている。この機能により、Macが盗まれたり紛失した場合に、近くに対応したApple製品がある場合Bluetoothビーコンで近くの（他人を含めた）iPhoneに送られた位置情報を追跡することも可能になった。このデータはエンドツーエンド暗号化が施されAppleを含めて誰にも解析できないようになっている。
なお、ネットワークトラフィックに同乗してデータが送信されるため、通信量をほぼ使用しない。
2021年4月からはサードパーティー製デバイスに位置情報の送信機能を実装できるプログラムが開始され、「Works with Apple Find My」マークのついた紛失防止タグやイヤホンを「探す」アプリで追跡することが可能になった。
同月にはApple純正の紛失防止タグとしてAirTagが発表され、U1チップを搭載したiPhoneではUWBを用いてセンチメートル単位で距離・方向を探すことが可能となった。

## 機能
画面上部にはマップと位置が載っている。

### 人を探す
- 連絡先 - 相手の連絡先を表示する。
- 経路 - 相手までの経路をマップアプリ上で表示する。
- 通知 - 自分がある地点を出発もしくはある地点に到着したときに相手に通知する。

その他、位置情報のフォローをリクエストしたり、解除したりできる。また、自分の位置情報の共有を開始したり、停止したりできる。

### デバイスを探す
- サウンドを再生 - そのデバイスからサウンドを再生する。
- 経路 - そのデバイスまでの経路をマップアプリ上で表示する。
- 通知 - そのデバイスの位置情報が検出できないとき、検出できたら通知する。
- 紛失としてマーク - そのデバイスを紛失モードにする。
- このデバイスを消去 - デバイスを消去する。

### 持ち物を探す
- サウンドを再生 - その持ち物からサウンドを再生する。
- 経路 - その持ち物までの経路をマップアプリ上で表示する。
- 共有 - その持ち物を他人と共有する。
- 通知 - その持ち物の位置情報が検出できないとき、検出できたら通知する。その持ち物が手元から離れたとき、通知する。
- 紛失モード - その持ち物を紛失モードにする。
- 持ち物の名称変更 - 持ち物のアイコンや名称を変更する。
- 持ち物を削除 - 持ち物を削除する[8]。

### 自分
- 現在地 - 位置情報の名称や共有を設定する。
- 衛星経由での位置情報 - Wi-Fi及びモバイル通信が不可能な状況において、衛星経由で位置情報を共有する。iPhone 14以降にのみ対応し、iPadやMac等は対応していない。
- 友達を助ける - iCloud.comを開き、他のApple IDでサインインして当該者のデバイスを探す。

## 紛失モード
アプリケーション上では、紛失モードを設定できる。紛失モードを設定した場合、Apple Payが停止されたり、メッセージを残したりできる。

## 対応バージョン
「探す」に対応するOSのバージョンは、iOS 13、iPadOS 13、macOS Catalinaで、iOS 13とiPadOSは2019年9月、macOS Catalinaは10月に正式リリースされた。